# Daniel Musiol
Daniel Musiol (Cottbus, 27 maart 1983) is een Duits voormalig wielrenner.

## Belangrijkste overwinningen
1999
- 3e etappe Critérium Européens des Jeunes (N)

2001
- Duits kampioen Ploegenachtervolging (baan), Junioren

2003
- 8e etappe Tour de la Guadeloupe

## Resultaten in voornaamste wedstrijden
| Jaar | Amstel Gold Race |
| ---- | ---------------- |
| 2006 | 88e              |
| 2007 |                  |